# Calyptranthes obversa
Calyptranthes obversa är en myrtenväxtart som beskrevs av Otto Karl Berg. Calyptranthes obversa ingår i släktet Calyptranthes och familjen myrtenväxter. Inga underarter finns listade i Catalogue of Life.